# Эквилибриум
«Эквилибриум» (англ. Equilibrium от лат. aequus «равный» + libra «весы» = «равновесие») — американский фильм-антиутопия режиссёра Курта Уиммера, который вышел на экраны в 2002 году.
Фильм повествует о мире, в котором эмоции и произведения искусства запрещены законом, из-за чего люди вынуждены принимать препарат, подавляющий чувства. 
Главный герой является одним из самых опытных солдат, старающихся уничтожить повстанцев, которые хотят вернуть былое общество. Со временем он присоединяется к ним и решает помочь свергнуть диктатуру.

## Сюжет
Действие фильма происходит в недалёком будущем, в вымышленном городе-государстве Либрия, в котором установлен теократический тоталитарный режим. Практически весь мир лежит в руинах после завершения Третьей мировой войны. Власть в городе принадлежит Совету «Тетраграмматона», во главе с Вождём.
Причиной всех проблем власти объявляют человеческие эмоции — для их подавления население обязано ежедневно принимать препарат «Прозиум». Все произведения искусства и всё, что способно вызывать эмоции (к примеру, необычные предметы интерьера), подлежит уничтожению. Контроль за исполнением законов возложен на клириков Грамматона — религиозный орден, состоящий из опытных солдат, в задачу которого входит ликвидировать «эмоциональных преступников». Эти несогласные скрывают от уничтожения многочисленные картины и книги и массово убегают в незаселённые пустоши.
Главный герой по имени Джон Престон занимает пост клирика Грамматона первого класса и подчиняется лично вице-консулу Дюпону, одному из создателей боевого искусства «ган-ката». Его напарник Эррол Партридж совершает «эмоциональное преступление», и Престон собственноручно застреливает сослуживца при аресте. В дальнейшем в Джоне всё больше пробуждаются чувства. Он часто вспоминает свою жену, казнённую за эмоциональное преступление четыре года назад. Случайно разбив ампулу с обязательной дозой прозиума, Престон получает возможность полноценно чувствовать и оказывается ошеломлен новыми впечатлениями. Он перестаёт принимать препарат, наслаждаясь новым восприятием окружающего мира. При проведении очередного расследования он влюбляется в «эмоциональную преступницу» Мэри О’Брайен. После её казни он не в силах преодолеть эмоции, и Престона арестовывает его новый напарник Брандт, который уже начал подозревать Престона в наличии у того «эмоций». Однако Престону удаётся убедить вице-консула Дюпона в своей невиновности.
Джон тайно переходит на сторону Сопротивления, которым руководит таинственный человек под именем Юрген. Он предлагает Престону убить Вождя, что станет сигналом ко всеобщему восстанию против режима Тетраграмматона. Чтобы Престон получил возможность встретиться с Вождём, руководство Сопротивления даёт себя арестовать. В награду Престон получает право на аудиенцию с Вождём. Неожиданно он узнаёт, что Вождь давно умер и народу всего лишь показывают видеоклон, а реальная власть принадлежит вице-консулу Дюпону — «голосу Вождя». Он использовал Престона для разоблачения Сопротивления, почувствовав в нём тягу к эмоциям.
Джон преодолевает злость и отчаяние и расправляется с охраной Дюпона, затем вступает в тяжёлый бой с Дюпоном и одерживает победу. Поверженный вице-консул молит о пощаде, но Престон вспоминает о смерти Мэри и убивает Дюпона. Затем он уничтожает передатчики, круглосуточно вещающие телепропаганду.
В Либрии начинается революция. В то время как лидеров Сопротивления ведут на казнь, повстанцы взрывают фабрики прозиума и атакуют солдат Тетраграмматона. Джон Престон стоит в лучах солнца, держа в руке красную ленточку — всё, что осталось от Мэри.

## В ролях
| Актёр              | Роль                           |
| ------------------ | ------------------------------ |
| Кристиан Бейл      | клирик Джон Престон            |
| Шон Бин            | клирик Эррол Партридж          |
| Эмили Уотсон       | Мэри О’Брайен                  |
| Тэй Диггз          | клирик Эндрю Брандт            |
| Ангус Макфадьен    | вице-консул Дюпон              |
| Шон Пертви         | «Вождь-Отец» (образ на экране) |
| Уильям Фихтнер     | Юрген лидер Сопротивления      |
| Мария Пия Кальзоне | Вивиана Престон жена Джона     |
| Мэттью Харбор      | Робби Престон сын Джона        |
| Эмили Сиверт       | Лиза Престон дочь Джона        |
| Доминик Пёрселл    | Симус боец Сопротивления       |
| Анатоль Таубман    | техник крематория              |

## Саундтрек
Саундтрек был написан Клаусом Бадельтом.

### Диск 1
- 1. Grammaton Cleric
- 2. Encounter
- 3. Cleric Preston
- 4. Burned
- 5. Evidence
- 6. Always Knew
- 7. Remember Me
- 8. Predict
- 9. Abduction
- 10. Don’t Feel
- 11. Libra
- 12. Supression
- 13. Equilibrium
- 14. Breath Is Just A Clock
- 15. Gun Katas
- 16. Family
- 17. Without Love
- 18. Prozium
- 19. More Reprimand
- 20. Massacre
- 21. Father’s Law
- 22. Mary’s Museum
- 23. Discovered
- 24. Kata Moves

### Диск 2
- 1. Hiden Souls
- 2. Practice
- 3. Nether
- 4. Try To Scape
- 5. Execution
- 6. Faith
- 7. By Me
- 8. Jurgen
- 9. You Know Why
- 10. Underground
- 11. Is Posible
- 12. No Time For Love
- 13. Final Countdown, Lost
- 14. Decision
- 15. Betrayed
- 16. Confront
- 17. You Must Kill Him
- 18. Cry For Freedom
- 19. Hard To Believed
- 20. Nothing To Hide
- 21. Master Gun Kata Fight
- 22. A New Begining
- 23. End Credits
- 24. Equilibrium (Withdrawals)
- 25. Double Of Equilibrium (Faith)
- 26. Equilibrium (Kata Fight)
- 27. Equilibrium (Hall Of Mirrors)

## Релиз
Производственный бюджет фильма составил 20 миллионов долларов. Международные предпродажные продажи уже принесли прибыль, поэтому студия сократила рекламный бюджет фильма, чтобы избежать предполагаемого риска потери денег, в связи с чем театральный выпуск был ограничен.
Фильм был показан только в 301 кинотеатре в прокате в Соединенных Штатах, заработав 541 512 долларов на первой неделе и только 1,2 миллиона долларов на закрытии 26 декабря 2002 года; фильм заработал 4,1 миллиона долларов в международном прокате, в общей сложности 5,3 миллиона долларов по всему миру.
Позже фильм был выпущен на DVD носителях, на продажах которых фильм заработал около 40 млн $ в первый месяц.

## Критика
Фильм получил смешанные оценки. На сайте-агрегаторе Rotten Tomatoes «Эквилибриум» на основе 91 рецензии, из которых 41 % были положительными. Сайт Metacritic выставил картине оценку 33 из 100 на основе 22 отзывов кинокритиков.
По мнению критика из газеты The New York Times Элвиса Митчелла, «если бы кто-нибудь оставил на солнышке такие фильмы, как „1984“, „451 градус по Фаренгейту“, „О дивный новый мир“, „Гаттака“ и халтурные работы Сильвестра Сталлоне „Судья Дредд“ и „Разрушитель“, а затем выплеснул получившееся месиво на экран, то получился бы фильм лучше, чем „Эквилибриум“».
В то же время Роджер Эберт присудил фильму три звезды из четырёх, заметив, что «Эквилибриум» был бы бессмысленным боевиком, если бы в нём не было смысла.